# Kamenjari

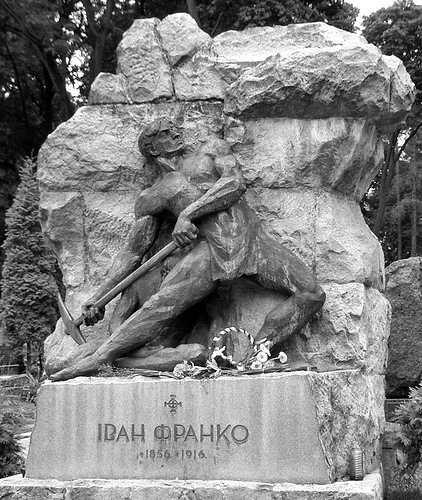
Denkmal für Iwan Franko mit der Darstellung eines Steinhauers

Kamenjari (ukrainisch: Каменярі, deutsch: „Die Steinmetzen“) ist ein Gedicht des ukrainischen Dichters Iwan Franko aus dem Jahr 1878.

## Inhalt
Nach dem Abschluss des Gymnasiums fuhr Franko 1875 durch Galizien, um seine Heimat und das Leben der Menschen kennenzulernen. Dabei begegnete er unter anderem Steinmetzen, die an einer unbefestigten Straße arbeiteten. Diese Eindrücke bilden die Grundlage für sein Gedicht.
Das Gedicht beschreibt an Ketten gefesselte Sklaven, die einen Felsen zertrümmern. Allegorisch gedeutet drückt es die doppelte Befreiung der Ukraine von der unterdrückerischen Vergangenheit aus; von der polnischen und russischen sowie der österreichisch-ungarischen Herrschaft. Zudem steht die Erbauung einer Straße für den zukünftigen sozialen Fortschritt durch die Pioniere. Franko überträgt die revolutionäre Tätigkeit des Steinhauens, die harte Arbeit im Steinbruch und die Mühe, etwas Neues aus dem Stein zu schaffen, auf die Ukrainer.

## Wirkung
Der namensgebende Kamenyar ist ein Steinmetz. Dieser wurde in der ukrainischen und anderen sowjetischen Kulturen zu einem revolutionären Symbol sowie zu einem metaphorischen Namen für Iwan Franko selbst. Der Spitzname Kamenyar verdeutlichte damit auch das Bestrebens des Dichters nach der nationalen Selbstständigkeit der Ukraine.
1929 gründete sich die galizische Jugendorganisation Union der Ukrainischen Progressiven Jugend (Союз української поступової молоді ім. М. Драгоманова "Каменярі"), die sich nach dem Kamenyar benannte. Sie vertrat eine radikal-demokratische und sozialistische Ideologie. 1936 hatte sie über 15.000 Mitglieder.
Der Asteroid (2428) Kamenyar, der 1977 von dem russischen Astronom Nikolai Tschernych entdeckt wurde, ist nach Franko und seinem Gedicht benannt.